# Plasticitet (fysik)

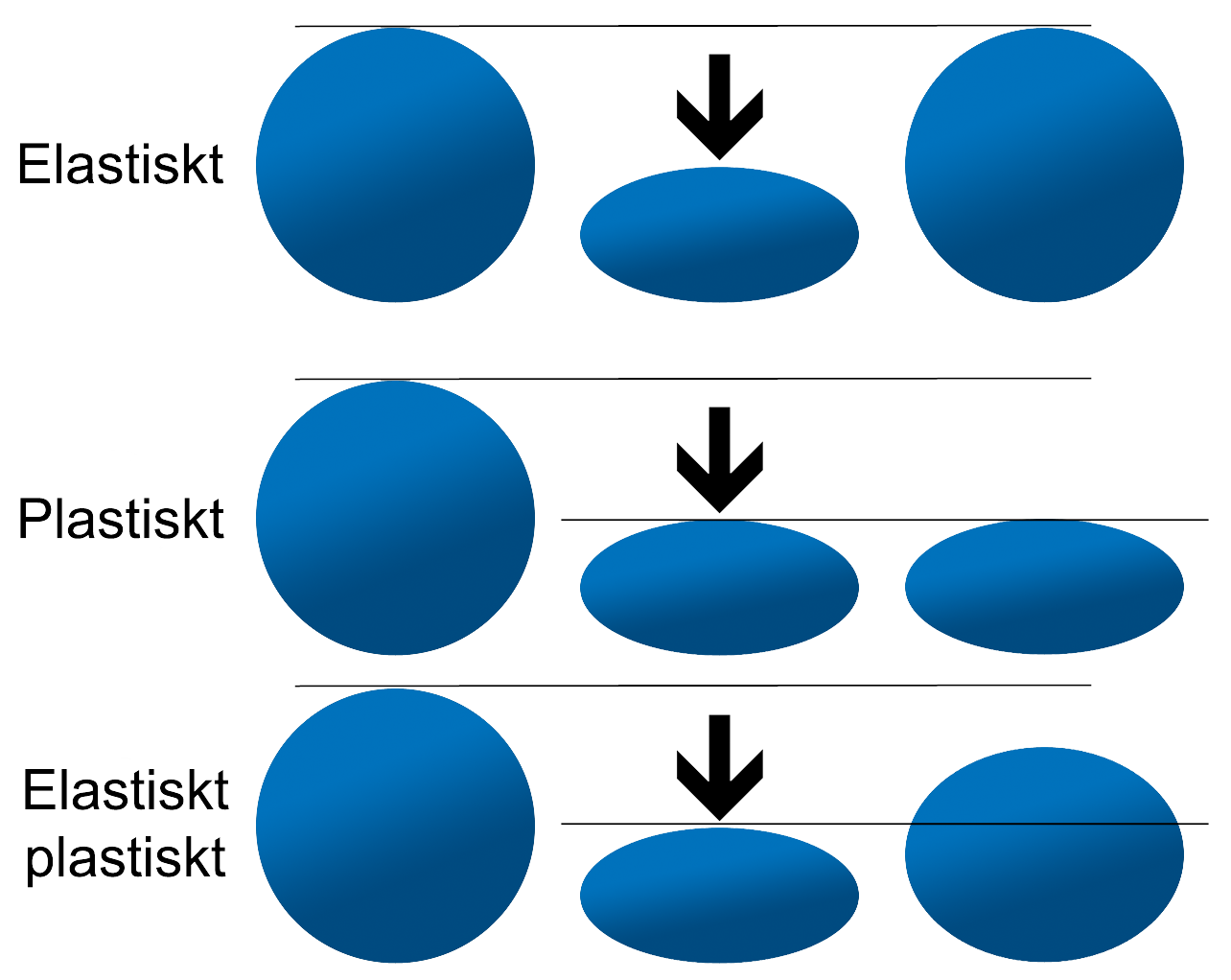

Plasticitet är när ett material deformeras utan att någon normalkraft uppstår mot den deformerande kraften när rörelsen avstannat. Ett exempel är om man böjer en metall- eller plastbit så mycket att det sker permanenta förändringar inne i materialet så att biten inte böjer tillbaka sig till ursprungsformen. Det beskrivs matematiskt som att elasticitetsmodulen är noll. För ett elastiskt-idealplastiskt material händer detta då spänningen överstiger brottgränsen.
Plastisk deformation är en påtvingad (avsiktlig eller oavsiktlig) avvikelse från kroppens riktiga form. Plastiska deformationer är inte reversibla, i motsats till elastiska deformationer. 
Men en sak som deformeras plastiskt, måste först genomgå en elastisk deformation, vilken är reversibel, så objektet kommer delvis att återgå till sin naturliga form. Mjuka termoplaster har en ganska lång plastisk deformationslängd, likaså duktila metaller som koppar, silver och guld. Stål har det också men inte järn. Hårda termoplaster, gummi, kristaller och keramik har minsta möjliga plastiska deformationsavstånd. Ett material med långt plastiskt deformationsavstånd är blött tuggummi, vilket kan sträckas flera gånger sin längd.
Plasticitet används även som terminologi för att beskriva hjärnans förmåga att anpassa sig till sin organism och dess omgivning, till exempel vid minnesinlagring. Efter en hjärnskada kan hjärnans plasticitet till exempel tillåta att aktivitet förknippad med en viss funktion flyttas till ett annat oskadat område i hjärnan.